# Charis psaronius
Charis psaronius är en fjärilsart som beskrevs av Hans Ferdinand Emil Julius Stichel 1911. Charis psaronius ingår i släktet Charis och familjen Riodinidae. Inga underarter finns listade i Catalogue of Life.